# Paillé
Paillé és un municipi francès al departament de la Charanta Marítima i a la regió de Nova Aquitània. L'any 2007 tenia 333 habitants.

## Demografia

### Població
El 2007 la població de fet de Paillé era de 333 persones. Hi havia 156 famílies de les quals 52 eren unipersonals (32 homes vivint sols i 20 dones vivint soles), 52 parelles sense fills, 40 parelles amb fills i 12 famílies monoparentals amb fills.
La població ha evolucionat segons el següent gràfic:

### Habitatges
El 2007 hi havia 199 habitatges, 155 eren l'habitatge principal de la família, 30 eren segones residències i 14 estaven desocupats. Tots els 199 habitatges eren cases. Dels 155 habitatges principals, 123 estaven ocupats pels seus propietaris, 30 estaven llogats i ocupats pels llogaters i 2 estaven cedits a títol gratuït; 8 tenien dues cambres, 20 en tenien tres, 33 en tenien quatre i 94 en tenien cinc o més. 104 habitatges disposaven pel capbaix d'una plaça de pàrquing. A 82 habitatges hi havia un automòbil i a 57 n'hi havia dos o més.

### Piràmide de població
La piràmide de població per edats i sexe el 2009 era:
| Homes | Edats   | Dones |
| ----- | ------- | ----- |
| 0     | 95 o +  | 0     |
| 4     | 90 a 94 | 0     |
| 0     | 85 a 89 | 0     |
| 0     | 80 a 84 | 4     |
| 0     | 75 a 79 | 4     |
| 20    | 70 a 74 | 4     |
| 24    | 65 a 69 | 20    |
| 16    | 60 a 64 | 24    |
| 8     | 55 a 59 | 4     |
| 12    | 50 a 54 | 4     |
| 12    | 45 a 49 | 8     |
| 16    | 40 a 44 | 28    |
| 16    | 35 a 39 | 12    |
| 8     | 30 a 34 | 12    |
| 4     | 25 a 29 | 8     |
| 0     | 20 a 24 | 8     |
| 8     | 15 a 19 | 16    |
| 16    | 10 a 14 | 16    |
| 8     | 5 a 9   | 4     |
| 8     | 0 a 4   | 4     |

## Economia
El 2007 la població en edat de treballar era de 200 persones, 145 eren actives i 55 eren inactives. De les 145 persones actives 125 estaven ocupades (75 homes i 50 dones) i 20 estaven aturades (7 homes i 13 dones). De les 55 persones inactives 26 estaven jubilades, 10 estaven estudiant i 19 estaven classificades com a «altres inactius».

### Ingressos
El 2009 a Paillé hi havia 156 unitats fiscals que integraven 343 persones, la mediana anual d'ingressos fiscals per persona era de 14.404 €.

### Activitats econòmiques
Dels 17 establiments que hi havia el 2007, 1 era d'una empresa extractiva, 1 d'una empresa alimentària, 3 d'empreses de construcció, 6 d'empreses de comerç i reparació d'automòbils, 1 d'una empresa d'hostatgeria i restauració, 2 d'empreses immobiliàries, 2 d'empreses de serveis i 1 d'una empresa classificada com a «altres activitats de serveis».
Dels 5 establiments de servei als particulars que hi havia el 2009, 1 era un paleta, 1 fusteria, 1 lampisteria, 1 perruqueria i 1 restaurant.
L'únic establiment comercial que hi havia el 2009 era una botiga de menys de 120 m².
L'any 2000 a Paillé hi havia 27 explotacions agrícoles que ocupaven un total de 1.394 hectàrees.

## Poblacions més properes
El següent diagrama mostra les poblacions més properes.